# Wiktor Hahn
Wiktor Hahn (ur. 9 września 1871 w Wiedniu, zm. 2 listopada 1959 w Warszawie) – polski historyk literatury, bibliograf, profesor Uniwersytetu Lwowskiego, Katolickiego Uniwersytetu Lubelskiego i Uniwersytetu Warszawskiego.

## Życiorys
Był synem Feliksa (nauczyciela gimnazjalnego we Lwowie) i Kazimiery z Lorenzów. W latach 1882–1889 uczęszczał do C. K. Gimnazjum im. Franciszka Józefa we Lwowie (otrzymał chlubne świadectwo dojrzałości), następnie studiował filologię polską i klasyczną na Uniwersytecie Lwowskim (1889-1893), m.in. u Romana Pilata i Ludwika Ćwiklińskiego. Na podstawie pracy Żywoty Plutarcha wobec Arystotelesa „Athenaion politeia” obronił w 1895 doktorat. 
Zdał egzamin podstawowy do nauczania gimnazjum w zakresie filologii klasycznej i filologii polskiej. Od 1893 do 1894 uczył w macierzystym gimnazjum we Lwowie. Był nauczycielem języków starożytnych i języka polskiego. Od 1899 był profesorem języków starożytnych w Gimnazjum im. Staszica we Lwowie (do 1924). W 1907 habilitował się na Uniwersytecie Lwowskim na podstawie pracy Literatura dramatyczna w Polsce XVI wieku i został docentem w I Katedrze Historii Literatury Polskiej; prowadził wykłady z bibliologii, teorii bibliografii, bibliotekarstwa oraz księgarstwa. W 1917 otrzymał nominację na profesora nadzwyczajnego, a rok później dodatkowo habilitował się w dziedzinie bibliografii i bibliotekoznawstwa.
W 1921 roku został profesorem zwyczajnym KUL i objął tam I Katedrę Historii Literatury Polskiej; w roku akademickim 1922/1923 pełnił funkcję dziekana Wydziału Humanistycznego. Po II wojnie światowej przebywał krótko w Krakowie, następnie przeniósł się do Warszawy, gdzie na UW prowadził jako docent wykłady z historii literatury polskiej; w podeszłym wieku otrzymał tytuł profesora zwyczajnego UW (1957). Był aktywnym uczestnikiem życia naukowego Lwowa - od 1898 należał do Towarzystwa Filologicznego we Lwowie (1899-1903 pełnił funkcję sekretarza), był też członkiem Towarzystwa Naukowego we Lwowie, w 1910 organizował Zjazd Historyczno-Literacki im. Juliusza Słowackiego we Lwowie w 100-lecie urodzin poety. Ponadto był członkiem m.in. Towarzystwa Naukowego Warszawskiego (1945 członek zwyczajny), Komisji do Badań w Zakresie Historii Literatury i Oświaty w Polsce Akademii Umiejętności (późniejsza PAU, 1911), Komisji Filologicznej AU (1913), Poznańskiego Towarzystwa Przyjaciół Nauk (1901 członek korespondent, 1950 członek zamiejscowy), Towarzystwa Literackiego im. Adama Mickiewicza (członek honorowy, wiceprezes), Polskiego Towarzystwa Emigracyjnego w Krakowie (1911 członek założyciel), Towarzystwa Przyjaciół Nauk w Lublinie (1922 członek czynny).
Doprowadził do znacznego wzbogacenia księgozbioru KUL; w 1958 odebrał na tej uczelni doktorat honoris causa. Był odznaczony m.in. Złotym Krzyżem Zasługi (1938), Krzyżem Komandorskim Orderu Odrodzenia Polski (1954), Orderem Sztandaru Pracy II klasy (1956).
W 1897 ożenił się z Zofią z Brylińskich. Z tego małżeństwa miał syna Tadeusza, tłumacza literatury włoskiej i łacińskiej. Młodszy brat Wiktora Zygmunt był prawnikiem, profesorem Akademii Handlu Zagranicznego we Lwowie, sędzią lwowskiego Sądu Apelacyjnego.
Zainteresowania naukowe Wiktora Hahna obejmowały bibliografię, filologię klasyczną, historię literatury, historię teatru. Był wybitnym znawcą twórczości Słowackiego i Kraszewskiego. W opracowaniu Bibliografia bibliografij polskich (1921) przedstawił pierwszą polską bibliografię głównych gałęzi piśmiennictwa - zgromadził tam katalogi księgarskie, antykwaryczne, archiwalne, biblioteczne, z wystaw malarskich, kalendarzy oraz spisy treści czasopism. Był pionierem polskiej bibliografii specjalnej. Opracował bibliografię filologii klasycznej i literatury humanistycznej w Polsce za lata 1891-1950. Uzupełnił bibliografię pism Piotra Chmielowskiego, zapoczątkowaną przez Jana Świerzowicza. Dla potrzeb edycji Dzieł wszystkich Słowackiego (pod redakcją Juliusza Kleinera, 1924-1937) przygotował bibliografię twórczości Słowackiego, a wcześniej - wspólnie z Bronisławem Gubrynowiczem – przygotował pierwsze krytyczne wydanie Dzieł Słowackiego (1909, 10 tomów), oparte na autografach lub pierwodrukach, ogłoszonych jeszcze za życia autora. Opracował również antologię Juliusz Słowacki w poezji polskiej (1910).
Przygotował wiele wydań powieści Kraszewskiego z obszernym komentarzem i przypisami, opracował monografię życia i twórczości pisarza; odkrył szereg nieznanych szczegółów dotyczących genezy niektórych postaci w powieściach Kraszewskiego. Brał udział w pracach nad księgami jubileuszowymi poświęconymi Zygmuntowi Krasińskiemu (1912) i Piotrowi Skardze (1913). Odkrył wiele nieznanych wcześniej utworów, m.in. wiersz Szymonowica Oda do Jerzego Zamoyskiego. Zajmował się twórczością także m.in. Gogola, Turgieniewa, Ibsena, Korzeniowskiego, Zabłockiego, Niemcewicza oraz autorów antycznych - Plutarcha, Arystotelesa, Menandra, Safony, Cycerona, tragików greckich. Współpracował z pismem „Eos” i „Pamiętnikiem Literackim”, a także Polskim Słownikiem Biograficznym. Był cenionym recenzentem, prowadził głośne polemiki na temat twórczości Słowackiego m.in. ze Stanisławem Tarnowskim. Spoczywa na cmentarzu Powązkowskim w Warszawie (kwatera 248, rząd 1, grób 18).
Materiały archiwalne Wiktora Hahna znajdują się w PAN Archiwum w Warszawie pod sygnaturą III-82.

## Publikacje
Ogłosił ponad 500 prac naukowych, m.in.:
- Kilka słów o genezie „Mindowego” (1894)
- Studium nad genezą „Lilli Wenedy” (1894)
- Przyczynek do genezy „Marii Stuart” Juliusza Słowackiego (1895)
- Szymon Szymonowic jako filolog (1897)
- Szymonowica zapomniane utwory łacińskie (1899)
- Bibliografia jubileuszu Uniwersytetu Jagiellońskiego (1901)
- Juliusza Słowackiego „Samuel Zborowski” (1905)
- Szkice literackie o Juliuszu Słowackim (1909)
- O tzw. bluszczowości Słowackiego (1910)
- Bibliografia jubileuszu Uniwersytetu Lwowskiego (1914)
- Rozwój poezji dramatycznej w Polsce (1918)
- Bibliografia prac ogłoszonych z powodu rocznicy ustanowienia Komisji Edukacji Narodowej i zgonu Stanisława Konarskiego (1924)
- Bibliografia o Stanisławie Staszicu (1928)
- Ibsen w Polsce (1929)
- Bibliographia Vergiliana Polonorum (1931)
- Bibliografia Horacego w Polsce (1936)
- Przyczynki do bibliografii J. I. Kraszewskiego. Przekłady duńskie i szwedzkie (1952)
- Shakespeare w Polsce (1958)